# Chuck Yeager

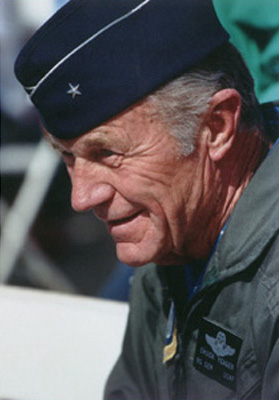
Generalul Yeager

Chuck Yeager (n. 13 februarie 1923, Myra⁠(d), Comitatul Lincoln, Virginia de Vest, Virginia de Vest, SUA – d. 7 decembrie 2020, Los Angeles, California, SUA) a fost un pilot în timpul celui de-al Doilea Război Mondial și a zburat în 64 de misiuni deasupra Europei. El a doborât 13 avioane germane și a fost el însuși doborât în Franța, dar a scăpat de prizonierat cu ajutorul Rezistenței Franceze.
De asemenea a fost primul om care a depășit viteza sunetului și apoi dublul vitezei sunetului (Mach 2).
După război, el a fost printre cei câțiva voluntari aleși să testeze zborul avionului experimental X-1, construit de Bell Aircraft Company, pentru a cerceta fezabilitatea zborului supersonic.

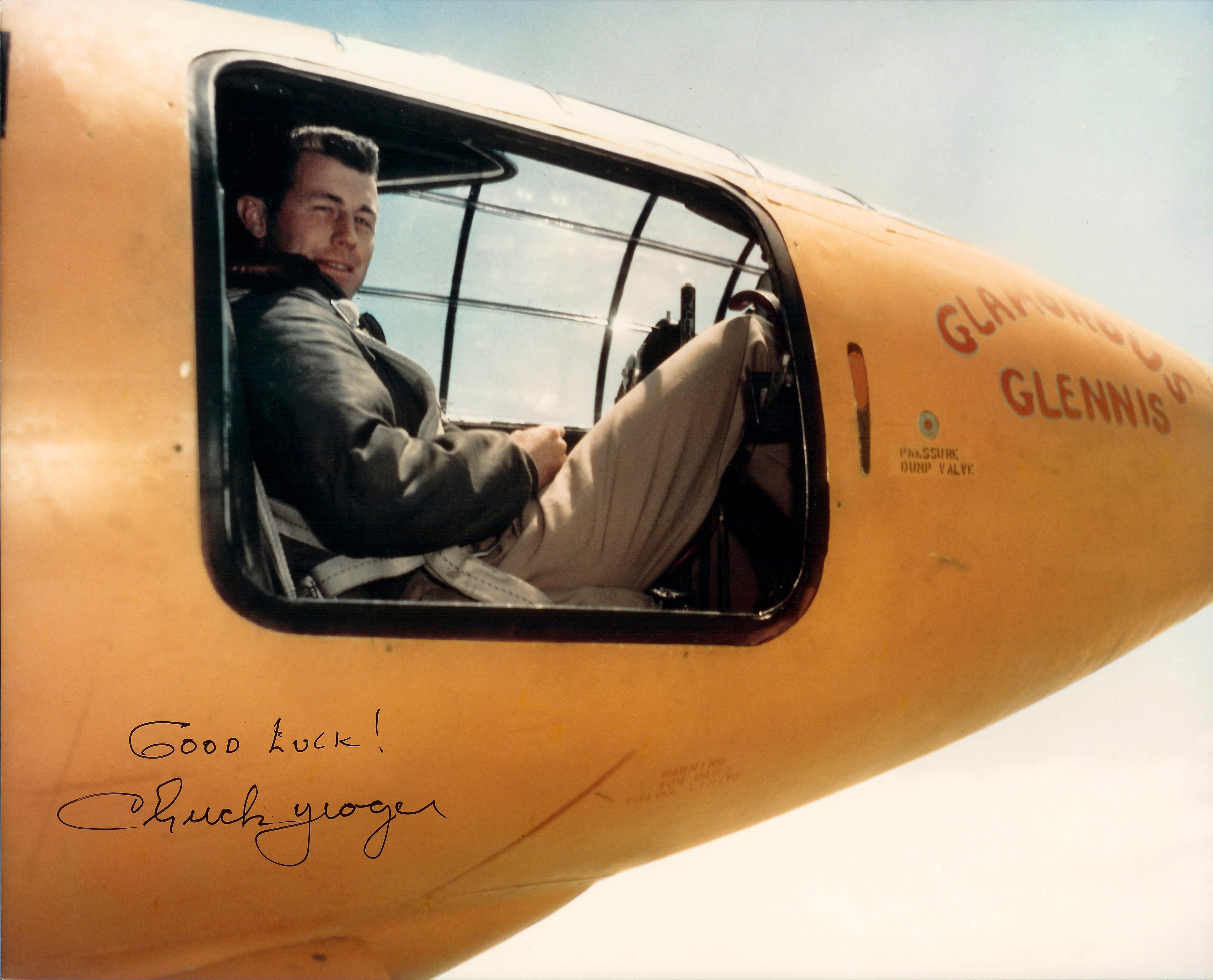
Chuck Yeager în carlinga avionului experimental X-1

Timp de ani de zile, mulți aviatori au crezut că omul nu era destinat să zboare mai repede decât viteza sunetului, teoretizând că presiunea exercitată de undele sonice la o asemenea viteză ar dezmembra aeronava. Toate acestea s-au schimbat pe 14 octombrie 1947, când Yeager a zburat cu X-1 deasupra lacului secat Rogers în sudul Californiei. Cu ocazia experimentului cu avionul experimental X-1 el s-a fost înălțat de către un avion bombardier B-29 și după aceea eliberat prin orificiul de lansare al torpilelor, el prinzând o viteză fenomenală depășind viteza de 1,07 Mach (bariera sunetului la acea altitudine) care l-a înălțat până la înălțimea de 13.700. Avionul-rachetă, poreclit "Strălucitoarea Glennis" (după numele soției sale), a fost proiectat cu aripi zvelte și largi și un fuselaj neîntrerupt modelat după un glonț de calibrul 50.
Din cauza secretului proiectului, realizarea lui Bell și Yeager nu a fost anunțată publicului până în iunie 1948. Yeager a continuat să lucreze ca pilot de teste, iar în 1953 el a zburat cu viteza de 2,44 Mach într-un avion - racheta X-1A. El s-a pensionat din Forțele Aeriene SUA cu gradul de general de brigadă în anul 1975.